# Kleingerungs
Kleingerungs ist eine Ortschaft und eine Katastralgemeinde der Gemeinde Martinsberg im Bezirk Zwettl in Niederösterreich. Die Ortschaft ist nicht zu verwechseln mit der Stadtgemeinde Großgerungs, die ebenfallks im Bezirk Zwettl liegt.

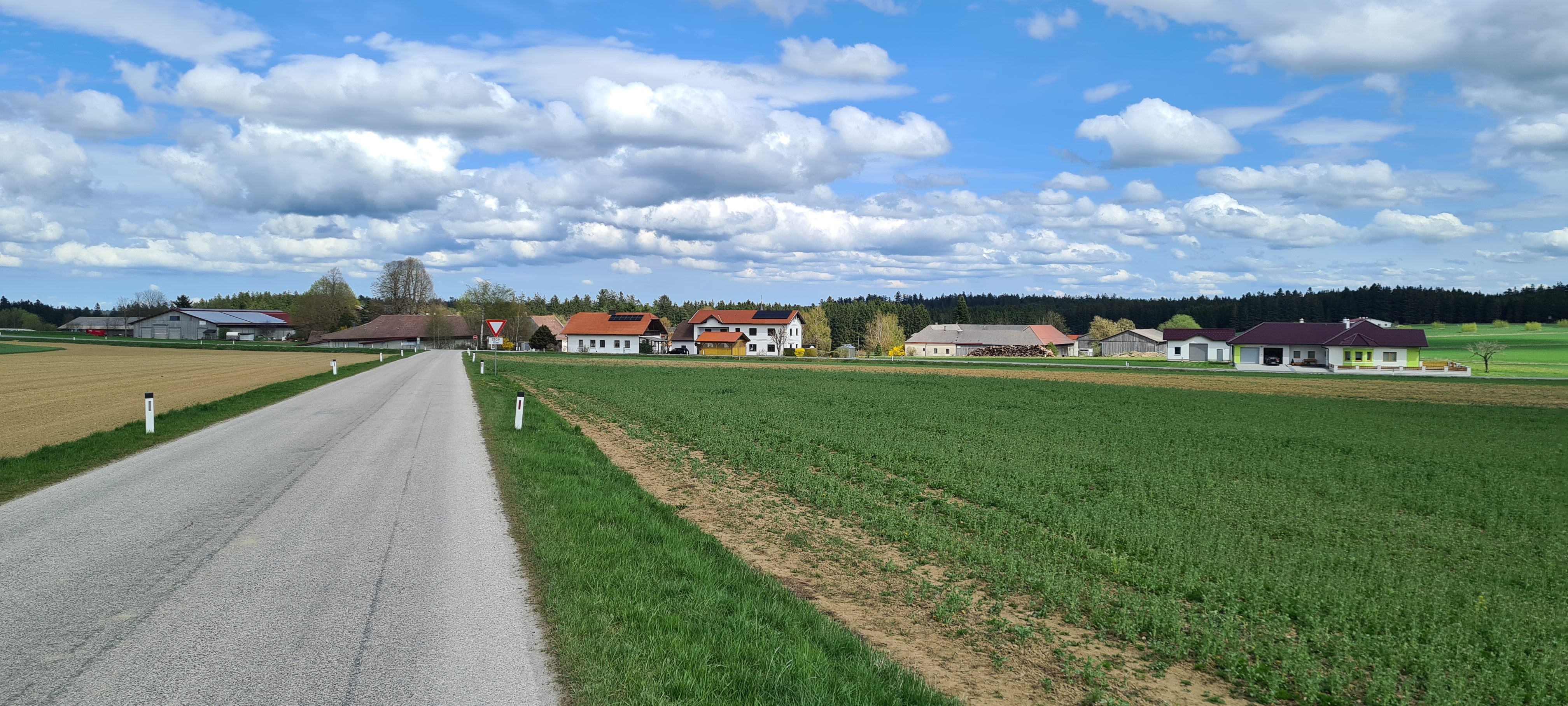
Panoramablick auf Kleingerungs

## Geografie
Das Dorf befindet sich nördlich von Martinsberg an einer Straßenkreuzung. Am 1. April 2020 umfasste die Ortschaft 12 Adressen.

## Siedlungsentwicklung
Zum Jahreswechsel 1979/1980 befanden sich in der Katastralgemeinde Kleingerungs insgesamt 18 Bauflächen mit 10.974 m². 1989/1990 gab es 17 Bauflächen. 1999/2000 war die Zahl der Bauflächen auf 13 angewachsen und 2009/2010 bestanden 14 Gebäude auf 35 Bauflächen.

## Geschichte
Im Jahr 1822 wurde der Ort als Dorf mit acht Häusern genannt, der nach Martinsberg eingepfarrt war, wohin auch die Kinder eingeschult wurden. Die Herrschaft Ottenschlag besaß die Ortsobrigkeit, besorgte die Konskription und hatte die Grundherrschaft inne, die im Zuge der Landreform nach der Revolution von 1848/1849 im Kaisertum Österreich abgeschafft wurde. Die Landgerichtsbarkeit wurde von der Herrschaft Pöggstall ausgeübt.

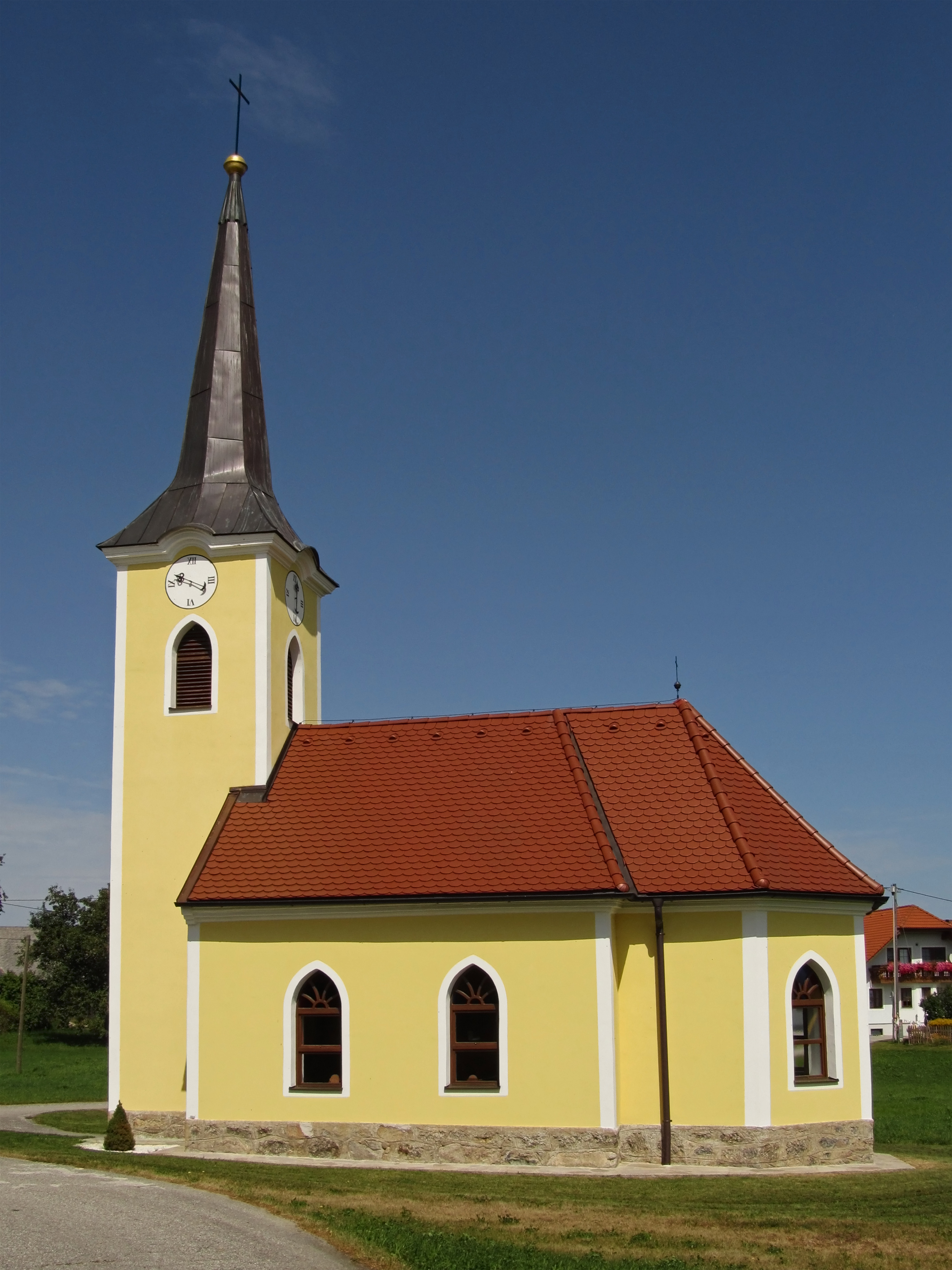
Die Ortskapelle zur hl. Anna wurde 1909 zum 60-jährigen Regierungsjubiläum Kaiser Franz Josephs I. errichtet.

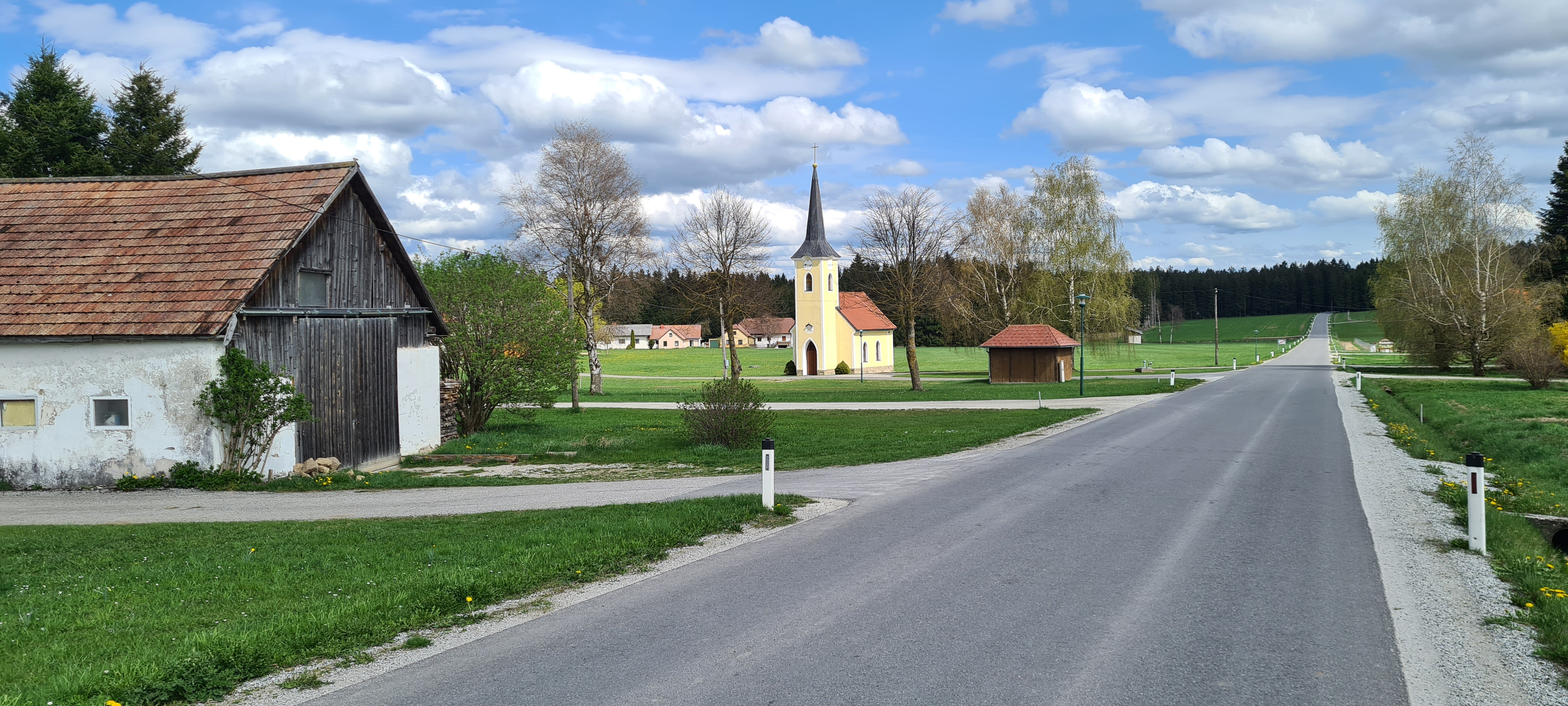
Kapelle im Ort

Laut Adressbuch von Österreich waren im Jahr 1938 im Weiler Kleingerungs ein Gastwirt und mehrere Landwirte ansässig.

## Bauwerke
Die 1909 zum 60-jährigen Regierungsjubiläum errichtete Kaiser-Franz-Joseph-Jubiläumskapelle, ein schlichter Bau mit dreiseitigem Schluss und vorgestelltem, mit einem Giebelspitzhelm bedeckten Turm, steht unter Denkmalschutz (Listeneintrag). Nach einer langwierigen Renovierung, bei der die Dorfbevölkerung viele freiwillige Arbeitsstunden leistete, wurde die sanierte Ortskapelle am 31. Juli 2011 mit einem Gottesdienst im Festzelt wiedereröffnet.

## Bodennutzung
Die Katastralgemeinde ist landwirtschaftlich geprägt. 121 Hektar wurden zum Jahreswechsel 1979/1980 landwirtschaftlich genutzt und 196 Hektar waren forstwirtschaftlich geführte Waldflächen. 1999/2000 wurde auf 120 Hektar Landwirtschaft betrieben und 195 Hektar waren als forstwirtschaftlich genutzte Flächen ausgewiesen. Ende 2018 waren 117 Hektar als landwirtschaftliche Flächen genutzt und Forstwirtschaft wurde auf 195 Hektar betrieben. Die durchschnittliche Bodenklimazahl von Kleingerungs beträgt 23,8 (Stand 2010).